# David McCallum
David McCallum (19. září 1933, Glasgow – 25. září 2023, New York) byl americký herec skotského původu.

## Život
Narodil se 19. listopadu ve Skotsku do rodiny hudebníků - otec byl houslista v londýnské Královské filharmonii a matka violoncellistka.
V roce 1961 odešel do Ameriky kvůli divadelní hře „The Greatest Story Ever Told“, ve které ztvárnil Judas Escariota. Hrál v divadle, televizi i filmech v Evropě i Americe. V Shakespearově divadelní hře Julius César, která měla premiéru v Central parku, hrál samotného Césara.
Byl dvakrát ženatý. S první ženou, herečkou Jill Ireland, měl tři děti, s druhou ženou Katherine měl dceru a syna.

## Filmografie (výběr)
- 1957 – Ill Met by Moonlight
- 1957 – Prodané životy
- 1963 – Velký útěk
- 1964–1968 – The Man from U.N.C.L.E. (TVS) (za roli Illyaha Kuryakin získal dvě nominace na cenu Emmy)
- 1969 – Letka Moskytů
- 1979 – Poklad krále Šalamouna
- 1988 – Zeď strachu
- 1996 – Výprava smrti
- 1999 – Hýčkaná nevinnost
- 2003–2023 – NCIS (TVS)